# Pelle Gudmundsen-Holmgreen
Pelle Gudmundsen-Holmgreen (ur. 21 listopada 1932 w Kopenhadze, zm. 27 czerwca 2016) – duński kompozytor.

## Życiorys
W latach 1951–1953 pobierał prywatnie lekcje teorii i kompozycji u Finna Høffdinga, następnie od 1953 do 1958 roku studiował w Królewskim Duńskim Konserwatorium Muzycznym, gdzie jego nauczycielami byli Finn Høffding i Svend Westergaard (teoria, kompozycja, historia muzyki) oraz Vagn Holmboe (instrumentacja). W latach 1967–1973 wykładał w Det Jyske Musikkonservatorium w Århus. W 1974 roku otrzymał stałe stypendium państwowe. Otrzymał nagrodę im. Carla Nielsena (1973) oraz Nagrodę muzyczną Rady Nordyckiej za III Symfonię „Antiphoni” (1980).

## Twórczość
Należał do pierwszych duńskich kompozytorów, którzy w swojej twórczości wykorzystali dorobek drugiej szkoły wiedeńskiej oraz szkoły darmsztadzkiej. Na początku lat 60. XX wieku posługiwał się techniką serialną, początkowo w duchu postwebernowskim, następnie serializmem totalnym. W drugiej połowie lat 60. znalazł się pod wpływem ruchu „nowej prostoty” (Den ny Enkelhed), skłaniając się w stronę ekstremalnego minimalizmu. Charakterystyczne dla jego twórczości z tego okresu jest uporczywe powtarzanie prostych zwrotów melodycznych i swoisty prymitywizm środków.

## Wybrane kompozycje
(na podstawie materiałów źródłowych)

### Utwory orkiestrowe
- Uwertura na smyczki (1955)
- Lamento na orkiestrę kameralną (1957)
- Chronos na orkiestrę kameralną (1962)
- 3 symfonie (I 1962–1965, II „På Rygmarven” 1966, III „Antifoni” 1974–1977)
- Collegium Musicum Konzert na orkiestrę kameralną (1964)
- Mester Jakob/Frère Jacques na orkiestrą kameralną (1964)
- Repriser na orkiestrę kameralną (1965)
- 5 utworów (1966)
- Tricolore I (1966)
- Tricolore II (1966)
- Tricolore III (1966)
- Segnail na orkiestrę dętą (1966)
- Rerepriser na orkiestrę kameralną (1967)
- Stykke for stykke na orkiestrę kameralną (1968)
- Kvartet for 18 na orkiestrę dętą (1968)
- Tricolore IV (1969)
- Spejl II (1973)
- Oktober na orkiestrę kameralną (1977)
- Mosaik na orkiestrę kameralną (1979)
- Triptykon (1985)
- Naer og fjern na orkiestrę kameralną (1987)
- Concord na orkiestrę kameralną (1988)
- Concerto grosso na kwartet smyczkowy i orkiestrę (1990)
- Traffic (1994)

### Utwory kameralne
- Variationer na wiolonczelę (1954)
- Nonet na kwintet dęty drewniany, 2 perkusje i fortepian (1958)
- 8 kwartetów smyczkowych (I 1959, II 1959, III 1959, IV 1967, V 1982, VI 1983, VII 1984, VIII 1986)
- Kanon na 9 instrumentów (1967)
- Plateaux pour deux na perkusję i wiolonczelę (1970)
- Solo na gitarę elektryczną (1970–1971)
- So Long na gitarę elektryczną (1972)
- Re-Cycling na 7 instrumentów (1975)
- Kysset na 5 perkusistów i gitarę elektryczną (1976)
- Passacaglia na klarnet, fortepian, perkusję, skrzypce i wiolonczelę (1977)
- Møder og drømme (1979)
- Spejlstykker na klarnet, wiolonczelę i fortepian (1980)
- reTurning na flet, klarnet, perkusję, harfę i fortepian (1987)
- Nær og fjern na kwintet dęty, kwartet smyczkowy i kontrabas (1987)

### Utwory fortepianowe
- Variations (1959)
- 3 Epigrams (1962)
- Pictures at an Exhibition (1968)
- For Piano (1992)

### Utwory organowe
- Mirror III (1974)

### Utwory na chór a cappella
- Wandering (1956)
- Statements na chór lub głosy unisono (1969)
- Examples (1970)
- Yes-No na podwójny chór (1973)

### Utwory wokalno-instrumentalne
- Je ne me tairai jamais. Jamais na 12 głosów lub chór, recytatora i zespół kameralny (1966)
- Light na 5 głosów solowych lub chór i organy (1976)
- Songs Without na mezzosopran lub kontralt i fortepian (1976)
- Turn na sopran, flet basowy, gitarę i harfę (1993)

### Balety
- Den gamle mand (1976)
- Rituelle danse (1976)
- Flight (1981)